# كابل بارك (أنغلزي)
كابل بارك (بالإنجليزية: Capel Parc, Rhosybol)‏ هي منطقة سكنية تقع في ويلز في أنغلزي.